# Unione Sportiva Arsenaltaranto 1951-1952
Questa voce raccoglie le informazioni che riguardano l'Unione Sportiva Arsenaltaranto nelle competizioni ufficiali della stagione 1951-1952.

## Rosa
| N. |                   | Ruolo | Calciatore          |
| -- | ----------------- | ----- | ------------------- |
|    | Italia (bandiera) | A     | Bruno Arcari        |
|    | Italia (bandiera) |       | Antonio Belsito     |
|    | Italia (bandiera) | C     | Mario Bernardel     |
|    | Italia (bandiera) | D     | Armando Bollana     |
|    | Italia (bandiera) | C     | Lionello Budresi    |
|    | Italia (bandiera) | D     | Angelo Canavesi     |
|    | Italia (bandiera) | A     | Vincenzo Castellano |
|    | Italia (bandiera) | D     | Franco Civolani     |
|    | Italia (bandiera) | A     | Domenico Cremonesi  |
|    | Italia (bandiera) | A     | Franco Ferrara      |

| N. |                   | Ruolo | Calciatore          |
| -- | ----------------- | ----- | ------------------- |
|    | Italia (bandiera) | C     | Alessandro Ferrari  |
|    | Italia (bandiera) | P     | Olivo Gheduzzi      |
|    | Italia (bandiera) | D     | Salvatore Lo Cicero |
|    | Italia (bandiera) | A     | Cosimo Luzzi        |
|    | Italia (bandiera) | C     | Franco Marchi       |
|    | Italia (bandiera) | P     | Vittorio Mornese    |
|    | Italia (bandiera) | P     | Giovanni Rossetti   |
|    | Italia (bandiera) | C     | Donato Raguso       |
|    | Italia (bandiera) |       | Sgorbizza           |
|    | Italia (bandiera) | A     | Luigi Silvestri     |
|    | Italia (bandiera) | A     | Mario Tortul        |